# 에세키엘 시리글리아노
에세키엘 아드리안 시리글리아노(스페인어: Ezequiel Adrián Cirigliano, 1992년 1월 24일 ~ )는 미드필더로 뛰는 아르헨티나의 축구 선수다.